# Dekanat wodzisławski
Dekanat wodzisławski – jeden z 33 dekanatów rzymskokatolickiej diecezji kieleckiej. Tworzy go 8 parafii:
- Książ Mały – pw. Narodzenia NMP
- Książ Wielki – pw. św. Wojciecha b. m.
- Lubcza – pw. Matki Bożej Częstochowskiej
- Mieronice – pw. św. Jakuba Ap.
- Nawarzyce – pw. św. Andrzeja Ap.
- Piotrkowice – pw. św. Piotra i Pawła App.
- Przybysławice – pw. Matki Bożej Nieustającej Pomocy
- Wodzisław – pw. św. Marcina b. w.